# Коада-Корнетулуй
Коада-Корнетулуй (рум. Coada Cornetului) — село у повіті Мехедінць в Румунії. Входить до складу комуни Балта.
Село розташоване на відстані 277 км на захід від Бухареста, 30 км на північ від Дробета-Турну-Северина, 146 км на південний схід від Тімішоари, 112 км на північний захід від Крайови.

## Населення
За даними перепису населення 2002 року у селі проживали 68 осіб, усі — румуни. Усі жителі села рідною мовою назвали румунську.